# Hans H. Barschkis
Hans Heinrich Barschkis (* 8. Juni 1920 in Lübeck; † 29. Juni 1998 in Mexiko-Stadt) war ein deutscher Manager.

## Werdegang
Barschkis wuchs auf Mallorca auf, wo sein Vater als Exportkaufmann tätig war. Während des Zweiten Weltkriegs war er U-Boot-Kommandant.
Er war Pionier der deutschen Automobilwirtschaft auf dem lateinamerikanischen Markt. Als im Januar 1964 die Volkswagen de México S. A. gegründet wurde, wurde Barschkis deren erster Präsident. Unter seiner Führung konnte VW seine führende Position in Mexiko ausbauen. Nach seinem Rücktritt als Vorstandsvorsitzender wurde er zum Ehrenpräsidenten von Volkswagen de México ernannt.

## Ehrungen
- 1972: Großes Verdienstkreuz der Bundesrepublik Deutschland
- Honorarkonsul des Großherzogtum Luxemburg in Mexiko-Stadt